# LIVE TOUR 2016 遊助祭 「海」 〜あの・・遊宮城にきちゃったんですケド。〜
『LIVE TOUR 2016 遊助祭 「海」 〜あの・・遊宮城にきちゃったんですケド。〜』（LIVE TOUR 2016 ゆうすけさい 「うみ」 〜あの・・ゆうぐうじょうにきちゃったんですケド。〜）は、遊助が2016年に行ったホールツアータイトル。また、このライブを収録したDVDとBlu-ray Discが、2016年12月4日にソニー・ミュージックレコーズから同時発売された。

## 概要
前回のツアー『あの・・ドリームランドに来ちゃったんですケド。』からおよそ1年ぶりのツアーとなった。この年は23公演行われた。

## 日程
- 6月30日(木)、オリンパスホール八王子
- 7月3日(日)、富山市芸術文化ホール オーバード・ホール
- 7月6日(水)、よこすか芸術劇場
- 7月7日(木)、よこすか芸術劇場
- 7月10日(日)、三重県文化会館 大ホール
- 7月16日(土)、郡山市民文化センター 大ホール
- 7月22日(金)、東京国際フォーラム ホールA
- 7月29日(金)、グランキューブ大阪 メインホール
- 7月30日(土)、グランキューブ大阪 メインホール
- 8月11日(木)、仙台サンプラザ ホール
- 8月14日(日)、神奈川県民ホール 大ホール
- 8月20日(土)、名古屋国際会議場 センチュリーホール
- 8月21日(日)、名古屋国際会議場 センチュリーホール
- 8月24日(水)、NHKホール
- 8月25日(木)、NHKホール
- 8月28日(日)、広島文化学園HBGホール
- 9月3日(土)、福岡サンパレス
- 9月4日(日)、福岡サンパレス
- 9月11日(日)、神戸国際会館こくさいホール
- 9月17日(土)、オリックス劇場
- 9月18日(日)、オリックス劇場
- 9月24日(土)、静岡市民文化会館 大ホール
- 9月25日(日)、神奈川県民ホール 大ホール

## DVD
8月25日のNHKホールでの模様を収録しており。前作同様NHKホールの模様を収録。
「あの・・ドリームランドに来ちゃったんですケド。」以来となる約1年ぶりのライブDVDである。
本作は特別コンテンツとしDVDには舞台裏のオフショットを中心に構成したメイキングを収録している。
初回仕様は、キラキラパッケージ仕様、トレーディングカード(全4種のうち1種ランダム)が封入されている。

### 収録内容
1. OPENING
2. M-1 宴
3. M-2 間違いなんてない
4. M-3 海賊船
5. M-4 そよ風
6. M-5 SUMMER TIME
7. M-6 ひまわり
8. NOBBコント
9. DANCE SHOW CASE
10. M-7 君ドリーム
11. M-8 SURVIVOR
12. M-9 ライオン
13. 新体操SHOW CASE
14. M-10 一雫
15. M-11 青の糸
16. M-12 俺なりのラブソング
17. M-13 サヨナラマタナ
18. エイサー
19. M-14 一笑懸命
20. M-15 今夜は無礼講
21. M-16 Yellow Bus
22. M-17 ミツバチ
23. M-18 チャンピオン
24. M-18 HistoryⅣ
25. EN-1 がぶり街道
26. EN-2 鼻毛祭りのDooon踊り
27. EN-3 檸檬
28. EN-4 みんなのうた

特典映像：Making of 2016 遊助祭 「海」 ～あの・・遊宮城にきちゃったんですケド。～